# Piedinatura

Diagramma di pinout di un circuito integrato

Piedinatura (in inglese pinout) è un termine utilizzato in elettronica per descrivere la funzione e le caratteristiche di ogni singolo conduttore in un cavo o di ogni contatto (pin) in un connettore elettrico e nella componentistica elettronica.
La piedinatura è solitamente rappresentata da un diagramma o da una tabella che fa riferimento alle immagini degli schemi dei connettori.
Le tabelle possono includere in ogni riga: il numero del contatto o del conduttore, il colore della guaina, il nome breve, la descrizione della funzione, le caratteristiche elettriche, delle note aggiuntive.
La conoscenza delle piedinature consente la costruzione o la riparazione di cavi per l'interconnessione di vari dispositivi elettronici nonché la stesura dello schema elettrico di un circuito in progetto.